# 주한 인도 대사관
주한 인도 대사관(힌디어: कोरिया में भारत का दूतावास, 영어: India Embassy Seoul)은 대한민국 서울특별시 용산구 한남동 37-3에 있는 인도 대사관이다. 현직 주한 인도 대사는 아밋 쿠마르이다.

## 역사
인도는 남북한 동시 수교국으로 대한민국과는 1962년 3월 영사관계를 수립하고 1973년 12월 대사급 외교관계로 승격하였으며, 조선민주주의인민공화국과도 같은 시기에 외교 관계를 수립하였다. 인도와 대한민국은 1964년 무역협정, 1974년 문화협정, 1976년 과학기술협정, 1985년 이중과세방지협정, 1992년 항공협정, 1993년 관광협력협정을 체결하였다.
또한 1991년 1월 박준규 국회의장, 1996년 2월 김영삼 대통령, 1999년 2월 김종필 국무총리가 인도를 방문하고, 인도에서는 1992년 3월 바순다라 라제 외무장관가 방한하여 양국 관계를 더욱 돈독히 하였다.
인도는 표면적으로는 비동맹 중립정책에 따라 남북한 등거리정책을 표방하고 있으나 실제로는 대한민국의 경제력과 국제지위 향상을 높이 평가, 실질 협력관계를 중시하고 있다. 1998년 현재 대한수출 6억 600만 달러, 대한수입 16억 6800만 달러로서 주요 수출품은 유류 제품, 금속광물, 농산물, 섬유사이고, 수입품은 유기화학 제품, 철강, 전자제품, 기계류, 선박 등이다.

## 주요 업무
주한 인도 대사관의 주요 업무는 대한민국 정부와의 외교, 교섭, 양국 간 경제통상 진흥, 재외국민 등록 등의 일반 영사사무, 대한민국에 거주하는 인도 국민의 여권 발권, 인도 여행객에 대한 비자 발급, 인도 제품의 수출 진흥, 인도 홍보 등이다.

## 같이 보기
- 인도의 재외공관 목록
- 대한민국 주재 외국공관 목록
- 대한민국-인도 관계
- 주인도 대한민국 대사관